# AMBER Alert

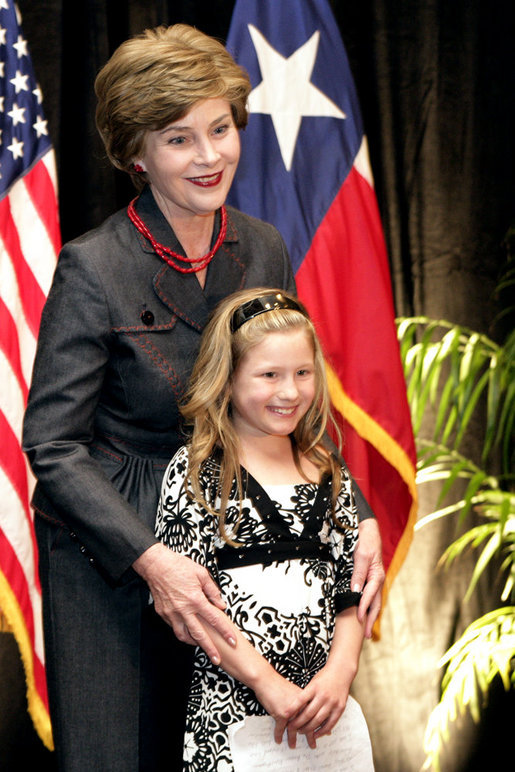
Laura Bush och 9-åriga Rae Leigh Bradbury som var det första försvunna barnet att bli funnet med hjälp av AMBER Alert i USA, efter att hon blev bortrövad bara 8 veckor gammal år 1998.

AMBER Alert som står för "America's Missing: Broadcasting Emergency Response", är ett meddelandesystem som skickas ut till radiokanaler, TV-stationer och närliggande mobiltelefoner när ett barn blivit bortfört i Nordamerika. I meddelandet beskrivs barnets utseende, namn och var offret senast sågs.
AMBER Alert används i USA och Kanada och har lett till att många barn blivit hittade i livet efter hjälp och tips från allmänheten sedan starten år 1998.
AMBER Alert kom till efter att flickan Amber Hagerman blev bortrövad från sitt hem och mördad i Arlington i Texas år 1996. Fallet förblev olöst och detta mycket på grund av att polisen hade för få tips för att lösa brottet. Efter denna händelse förstod polisen att de behövde ett bättre kommunikationsmedel för att nå ut till allmänheten. 

## Kriterier för aktivering av AMBER Alert
1. Polis måste med säkerhet fastställa att ett barn har blivit bortrövat.
2. Barnet måste vara vid risk för skador eller död.
3. Det måste finnas ett bra signalement på barnet, kidnapparen eller kidnapparens bil.
4. Barnet måste vara 17 år eller yngre.